# Oberoppurg
Oberoppurg är en kommun och ort i Saale-Orla-Kreis i förbundslandet Thüringen i Tyskland.
Kommunen ingår i förvaltningsgemenskapen Oppurg tillsammans med kommunerna Bodelwitz, Döbritz, Gertewitz, Grobengereuth, Langenorla, Lausnitz, Nimritz, Oppurg, Quaschwitz, Solkwitz, Weira och Wernburg.